# Dianthus ichnusae
Dianthus ichnusae är en nejlikväxtart. Dianthus ichnusae ingår i släktet nejlikor, och familjen nejlikväxter.

## Underarter
Arten delas in i följande underarter:
- D. i. ichnusae
- D. i. toddei